# Laguna de Tota
Pour les articles homonymes, voir Tota.
La laguna de Tota est un lac naturel situé dans le département de Boyacá, en Colombie. C'est la plus grande étendue d'eau du pays. Elle est située à 15 km au sud de la ville de Sogamoso. Le lac est bordé par les municipalités de Iza, Cuitiva, Tota et Aquitania.

## Caractéristiques

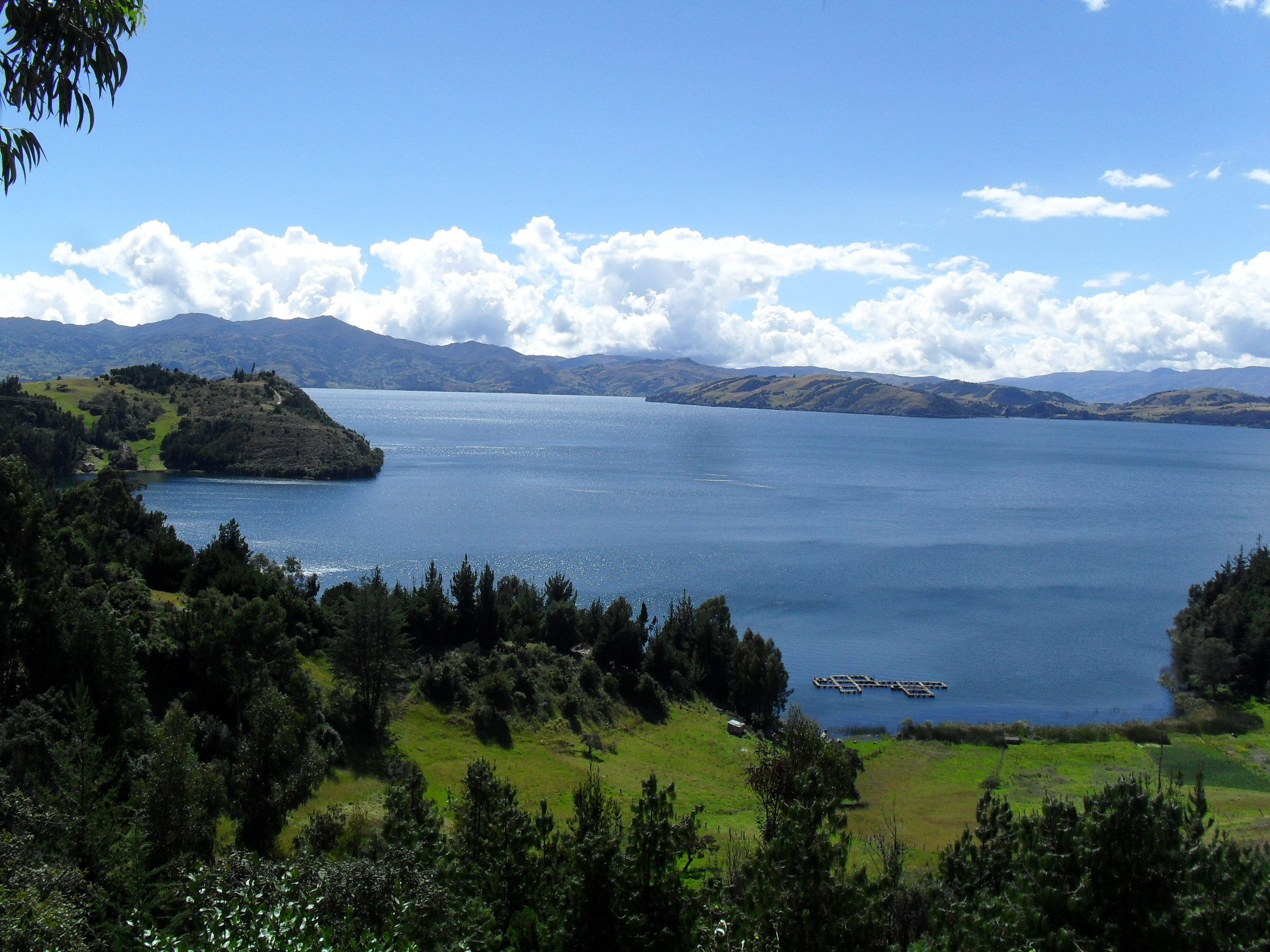
Panorama du lac depuis le sud-est.

Le lac fait 11,8 km de long sur 6,2 km de large pour une profondeur moyenne de 58 mètres et couvre une surface de 55,1 km2, ce qui en fait le lac d'eau douce le plus étendu de Colombie. Il est situé à 3 015 m d'altitude, dans la cordillère Orientale. Les températures aux abords de la Laguna de Tota présentent de fortes fluctuations, variant de 0 °C à 22 °C.

## Biodiversité

### Parc naturel de la Laguna de Tota
Le parc national naturel de la Laguna de Tota se situe aux abords immédiats du lac, dans la municipalité de Cuitiva. Il s'étend sur approximativement 3,5 ha sur des hauteurs situées entre 3 100 et 3 200 mètres.
La zone couverte par la réserve correspond à l'écosystème de la forêt de nuage. 
Le lac compte une importante population de truite arc-en-ciel, truite commune, capitaine, guapucha, poisson rouge, etc.

## Activités touristiques

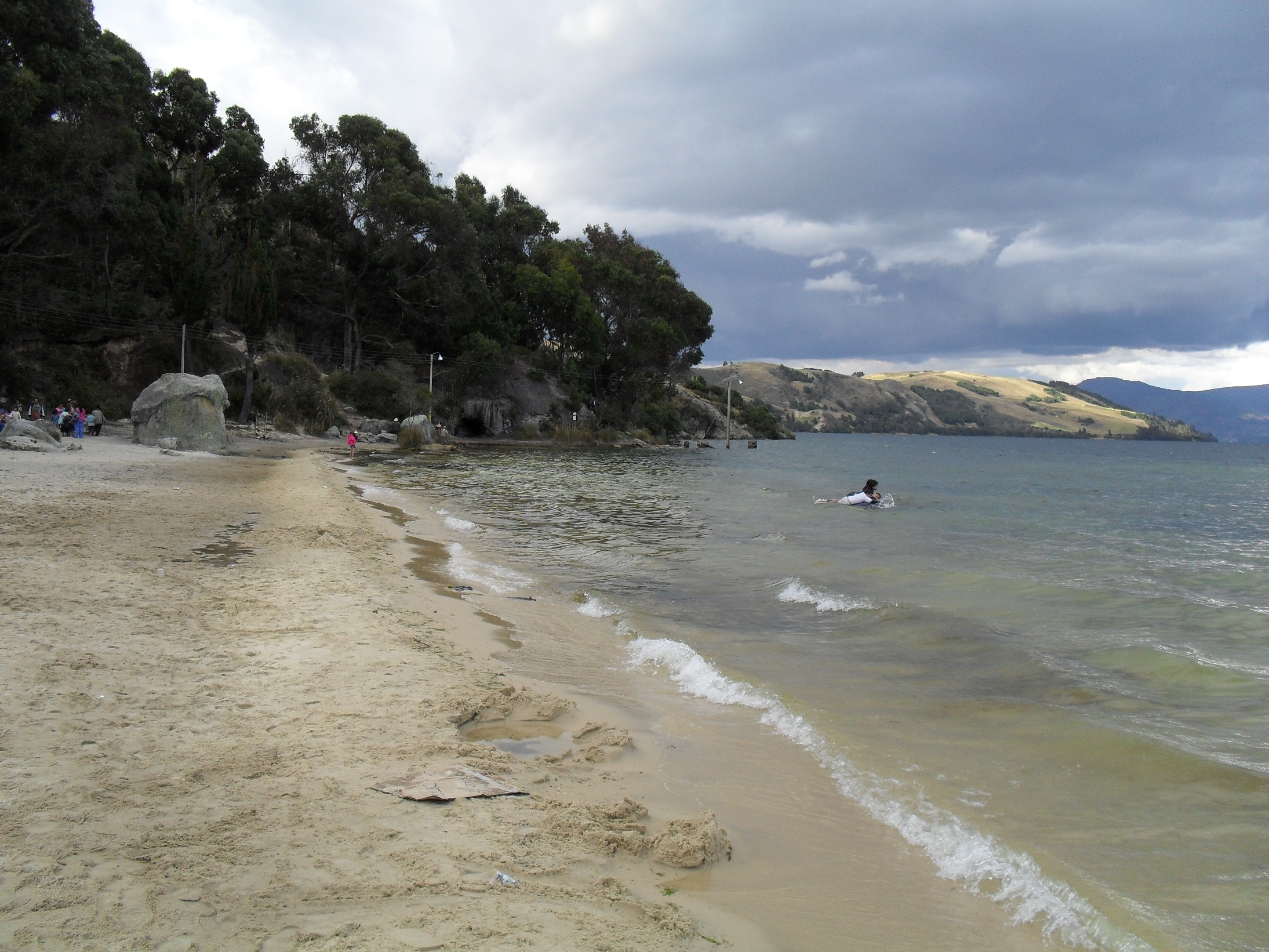
Playa Blanca.

Plusieurs sports aquatiques peuvent se pratiquer sur le lac tels le ski nautique, le jet ski, le canoë, la voile ou la plongée sous-marine.
Sur la côte sud de la laguna de Tota se trouve Playa Blanca, une plage naturelle fréquentée par les baigneurs et les amateurs de sports nautiques, bien que la température ne dépasse généralement pas 12 °C. À proximité se trouvent de nombreux hôtels et restaurants.
Malgré sa situation atypique, à 3 015 m d'altitude, le lac de Tota est une destination touristique importante du département de Boyacá.

## Mythes
L'écrivaine sogamoseña Lilia Montaña de Silva Célis rapporte la riche tradition orale de la région dans son livre "Mitos, leyendas, tradiciones y folclor del lago de Tota".